# Александр Ярославич Невский
Александр Ярославич Невский (др.-рус. Алеѯандръ Ꙗрославичь, в монашестве Алекси́й; ок. 13 мая 1221, согласно старой историографической традиции — 30 мая 1220, Переславль-Залесский — 14 ноября 1263, Городец) — князь новгородский (1228—1229, 1236—1240, 1241—1252 и 1257—1259), великий князь киевский (1249—1263), великий князь владимирский (1252—1263),  полководец, святой Русской православной церкви.

## Ранние годы
Александр был вторым сыном переяславль-залесского князя (позже великого князя киевского и владимирского) Ярослава Всеволодовича и Ростиславы (Феодосии) Мстиславны, торопецкой княжны, дочери князя новгородского и галицкого Мстислава Мстиславича Удатного. По мнению историка Ю. К. Бегунова, он родился в Переславле-Залесском 30 мая 1220 года, согласно уточнённым данным историка В. А. Кучкина — 13 мая 1221 года.
Историк В. Т. Пашуто в 1974 году писал, что в детстве Александр принял так называемый «княжеский постриг» — рыцарский обряд перехода княжича из детства в отрочество, совершённый в Преображенском соборе Переяславля-Залесского епископом Суздальским и Владимирским Симоном. В присутствии двора и горожан его препоясали мечом и посадили на коня. О княжеском постриге Александра, совершённом над ним в 1223 году, упоминает в своей опубликованной в 1995 году научно-художественной биографии князя Ю. К. Бегунов. Однако в 1996 году В. А. Кучкин выразил мнение, что факт княжеского пострига в 1223 году не находит убедительного подтверждения в источниках.

### Упоминания в летописи
Согласно Новгородской первой летописи, в 1228 году Александр вместе со старшим братом Фёдором были оставлены отцом, вместе с переяславским войском, собиравшимся летом в поход на Ригу, в Новгороде под присмотром боярина Фёдора Даниловича и тиуна Якима, но во время голода, наступившего зимой этого года, Фёдор Данилович и тиун Яким, не дождавшись ответа Ярослава о просьбе новгородцев об отмене забожничья, в феврале 1229 года сбежали с малолетними княжичами из города, опасаясь расправы восставших новгородцев. В 1230 году, когда Новгородская республика призвала князя Ярослава, он, побыв две недели в Новгороде, посадил на княжение Фёдора и Александра, однако три года спустя, в тринадцатилетнем возрасте, Фёдор умер.
В ноябре 1232 года римский папа Григорий IX провозгласил крестовый поход против «отступников и варваров», и конфликт закончился победой новгородцев на Омовже под предводительством Ярослава Всеволодовича, отца Александра (1234).
В 1236 году после успешного киевского похода Ярослав уехал из Новгорода княжить в Киев (оттуда в 1238 году — во Владимир). С этого времени началась самостоятельная деятельность Александра. В 1238 году, во время монгольского нашествия на Северо-Восточную Русь, Юрий Всеволодович Владимирский ожидал полки братьев Ярослава и Святослава, но сведения об участии новгородцев в битве на Сити отсутствуют. Затем монголы взяли Торжок после двухнедельной осады и не пошли в Новгород.
В 1239 году, по окончании войны с литовцами за Смоленск, Александр построил ряд укреплений на юго-западе от Новгорода по реке Шелони и женился на дочери Брячислава Полоцкого княжне Александре. Свадьба прошла в Торопце в храме св. Георгия. Уже в 1240 году в Новгороде родился первенец княжича, названный Василием.

## Политика в отношении западных соседей
Ещё в 1236—1237 годах соседи Новгородской земли враждовали друг с другом (200 псковских воинов участвовали в неудачном походе Ордена меченосцев против Литвы, закончившемся битвой при Сауле и вхождением остатков ордена меченосцев в состав Тевтонского ордена), но уже в декабре 1237 года папа Григорий IX провозгласил второй крестовый поход в Финляндию, а в июне 1238 года датский король Вальдемар II и магистр объединённого ордена Герман фон Балк договорились о разделе Эстляндии и совместных военных действиях в Прибалтике.
В промежутке между концом 1237 и апрелем 1239 г. Ливонский орден снарядил посольство в Новгород во главе с рыцарем Андреасом фон Вельвеном (в Житии Александра Невского Андреас назван Андреяшем). Предполагается, что посольство должно было представить Орден в качестве новых соседей и одновременно узнать, не собираются ли новгородцы поддержать восставших эстов, как это случилось в 1223—1224 годах. Возможно, ливонцы могли просить князя Александра о совместных действиях против литвы, которая досаждала новгородским землям не меньше, чем Ордену.
Ничто не предвещало конфликта, однако слухи о разорении Батыем русских земель дали рыцарству надежду на относительно лёгкую победу, что вызвало новые посягательства на новгородские земли.

### Невская битва
В июле 1240 года шведский флот (руководство походом русские источники приписывают ярлу Биргеру; в шведских источниках упоминания о битве отсутствуют, ярлом в тот момент являлся Ульф Фасе, а не Биргер; Биргер командовал крестовым походом в Финляндию в 1249 году), вместе с которым было несколько епископов, вошёл в Неву, планируя овладеть Ладогой. Александр, узнав об их прибытии от местных старейшин, без запроса помощи из Владимира и даже без полного сбора ополчения, со своей дружиной и успевшими собраться отрядами новгородцев и ладожан атаковал шведский лагерь у устья Ижоры и одержал победу (15 июля).

### Захват ливонцами Пскова
Уже в августе наступление с юго-запада начал Ливонский орден при участии русского князя Ярослава Владимировича, претендовавшего на псковский престол. Немцы взяли Изборск, разбив отряд, состоявший из 800 подошедших ему на помощь псковичей, и осадили Псков, ворота которого открыли их сторонники из псковских бояр.
Эти события не помешали новгородцам выгнать зимой 1240/1241 годов Александра в Переяславль-Залесский, и только когда немцы захватили землю вожан и Копорье, приблизившись к Новгороду на расстояние 30 вёрст, новгородцы обратились к Ярославу за князем. Он попытался оставить старшего сына при себе, послав к ним Андрея, но они настояли на кандидатуре Александра. В 1241 году Александр явился в Новгород и очистил его область от врагов, а в 1242 году, дождавшись владимирскую помощь во главе с Андреем, взял Псков (погибло 70 рыцарей). Штурм Копорья и Пскова — пример высокого воинского искусства овладения крепостями.

### Ледовое побоище
Немцы собрались в районе Юрьева, куда двинулся Александр. Но после того, как на покорме был уничтожен передовой отряд новгородцев, Александр отступил на лёд Чудского озера для решающей битвы, которая произошла 5 апреля 1242 года. Войско ордена нанесло мощный удар по центру русского боевого порядка, но затем княжеская конница ударила с флангов и решила исход сражения. Согласно новгородской летописи, русские 7 вёрст преследовали немцев по льду. По условиям мира Орден отказался от всех недавних завоеваний и уступил новгородцам часть Латгалии, сразу после чего отец Александра Невского был вызван к Батыю.
В истории военного искусства средних веков победа Александра Невского на Чудском озере имела большое значение: русское пешее войско окружило и разгромило рыцарскую конницу и отряды пеших кнехтов, задолго до того как в Западной Европе пехота научилась одерживать верх над рыцарями. Победа в этой битве поставила Александра Невского в ряд крупнейших военачальников своего времени. Агрессия немецких рыцарей на Русь была остановлена.

### После Ледового побоища
В 1245 году войско литовских князей напало на Торжок и Бежецк. Подошедший с новгородским войском Александр взял Торопец и убил больше восьми литовских князей, после чего отпустил новгородцев домой. Затем уже силами своего двора догнал и полностью уничтожил остатки литовского войска, включая князей, у Жижицкого озера, затем на обратном пути разбил другой литовский отряд под Усвятом. По выражению летописца, литовцы впали в такой страх, что стали «блюстися имени его». Отец Александра Невского Ярослав был вызван в Каракорум и отравлен там 30 сентября 1246 года. Почти одновременно с этим 20 сентября в Золотой Орде был убит Михаил Черниговский, отказавшийся пройти языческий обряд.
После смерти отца в 1247 году Александр поехал в Орду к Батыю. Оттуда вслед за ранее уехавшим братом Андреем он отправился к великому хану в Монголию. Вернулись из Каракорума Александр и Андрей в 1249 году. В их отсутствие брат их, Михаил Хоробрит Московский (четвёртый сын великого князя Ярослава), отнял у дяди Святослава Всеволодовича владимирское великое княжение в 1248 году, но в том же году погиб в бою с литовцами в битве на реке Протве. Святославу удалось разбить литовцев у Зубцова. Батый планировал отдать владимирское великое княжение Александру, но согласно завещанию Ярослава владимирским князем должен был стать Андрей, а новгородским и киевским — Александр. И летописец отмечает, что у них была «пря велия о великом княжении». В итоге правителями Монгольской империи, несмотря на смерть Гуюка во время похода на Батыя в 1248 году, был реализован второй вариант. Александр получил Киев и «всю Русскую землю». Современные историки расходятся в оценке того, кому из братьев принадлежало формальное старшинство. Киев после татарского разорения потерял какое-либо реальное значение; поэтому Александр в него не поехал, а поселился в Новгороде (по данным В. Н. Татищева, князь всё же собирался уехать в Киев, но новгородцы «удержали его татар ради», однако достоверность этой информации находится под вопросом).

### Переписка с Папой
Есть сведения о двух посланиях папы римского Иннокентия IV Александру Невскому. В первом папа предлагает Александру последовать примеру отца, согласившегося (папа ссылался на Плано Карпини, в трудах которого данное известие отсутствует) перед смертью подчиниться римскому престолу, а также предлагает координацию действий с тевтонцами в случае нападения татар на Русь. Во втором послании папа упоминает о согласии Александра присоединиться к Римской церкви: «Ты со всяким рвением испросил, чтобы тебя приобщили как члена к единой главе церкви через истинное послушание» и построить католический храм в Пскове, а также просит принять его посла — архиепископа Прусского. В 1251 году к Александру Невскому в Новгород приехали два кардинала с буллой. Почти одновременно во Владимире Андрея Ярославича с Устиньей Даниловной венчал митрополит Кирилл — сподвижник Даниила Галицкого, которому папа предлагал королевскую корону ещё в 1246—1247 годах. В том же году литовский князь Миндовг принял католическую веру, пытаясь тем самым обезопасить свои земли от тевтонцев. По рассказу летописца, Александр Невский, посоветовавшись с мудрыми людьми, изложил всю историю Руси и в заключение сказал: «Си вся съведаем добре, а от вас учения не принимаем».

### Договор с Норвегией
Примерно в 1251 году Александр Невский заключил договор с норвежским королём Хаконом IV Старым об урегулировании пограничных споров и разграничений в сборе дани с огромной территории, на которой проживали карелы и саамы. Это первое мирное соглашение между Русью и Норвегией. В 1254 году свет увидела «Разграничительная грамота», которая стала результатом сближения Норвегии и Руси.

## Великое княжение (1252—1263)
В 1251 году при участии войск Золотой Орды победу в борьбе за верховную власть в Монгольской империи одержал союзник Батыя хан Мунке, и в следующем году Александр вновь приехал в Орду. Одновременно против Андрея были двинуты монголо-татарские войска под предводительством Неврюя (Неврюева рать). Андрей в союзе с братом Ярославом Тверским выступил против них, но был разбит и через Новгород бежал в Швецию, Ярослав закрепился во Пскове. Это была первая попытка открытого противодействия монголо-татарам в Северо-Восточной Руси. После бегства Андрея великое княжение владимирское перешло к Александру. Возможно, как считает ряд исследователей, это свидетельствует о том, что Александр во время своей поездки в Орду способствовал организации карательного похода против своего брата, но прямых доказательств в пользу данного вывода нет. Антон Горский приводит доводы в пользу того, что данный карательный поход был заранее запланированным мероприятием. В том же году из монгольского плена был отпущен в Рязань захваченный в 1237 году раненым князь Олег Ингваревич Красный.
За вокняжением Александра во Владимире последовала новая война с западными соседями. В 1253 году, вскоре после начала великого княжения Александра, его старший сын Василий с новгородцами был вынужден отражать литовцев от Торопца, в том же году псковичи отбили тевтонское вторжение, затем вместе с новгородцами и карелами вторглись в Прибалтику и разбили тевтонцев на их земле, после чего был заключён мир на новгородских условиях. В 1256 году на Нарову пришли шведы, емь, сумь и начали ставить город (вероятно речь идёт о уже заложенной в 1223 году крепости Нарва). Новгородцы просили помощи у Александра, который и провёл с суздальскими и новгородскими полками удачный поход на емь. В 1258 году литовцы вторглись в Смоленское княжество и подступали к Торжку.
В 1255 году новгородцы изгнали от себя старшего сына Александра Василия и призвали Ярослава Ярославича из Пскова. Александр же заставил их снова принять Василия, а посадника Онанью заменил своим сторонником Михалко Степаничем. В 1257 году монгольская перепись прошла во Владимирской, Муромской и Рязанской землях, но была сорвана в Новгороде. Бояре с посадником Михалко уговаривали новгородцев покориться воле хана, и Михалко был убит. Князь Василий, не желая ссориться с отцом, ушёл во Псков. В Новгород явился сам Александр Невский с татарскими послами, сослал сына в Суздальскую землю, советчиков его схватил и наказал («овому носа урезаша, а иному очи выимаша») и посадил князем к ним второго своего сына, семилетнего Дмитрия. В 1258 году Александр ездил в Орду «чтить» ханского наместника Улавчия, а в 1259 году, угрожая татарским погромом, добился от новгородцев согласия на перепись и дань («тамги и десятины»).
В 1261 году был заключён союз между Великим княжеством Литовским и Новгородом. В 1262 году новгородские, тверские, полоцкие и союзные литовские полки с 12-летним новгородским князем Дмитрией Александровичем предприняли поход в Ливонию и осадили город Юрьев, сожгли посад, но город не взяли.

## Прозвище «Невский»
Согласно общепринятой версии, Александр Ярославич получил прозвище «Невский» по названию битвы и реки. Впервые оно прозвучало во внелетописной статье под названием «А се князи русьстии» XV века, ранний вариант которой находится в Комиссионном списке Новгородской первой летописи младшего извода. В том же источнике князь также называется «Храбрым», что свидетельствует о том, по мнению А. В. Сиренова, что данное Александру Ярославичу автором внелетописной статьи прозвище имело неустойчивый характер.
Само прозвище «Невский» можно встретить и применительно к сыновьям Александра Ярославича, которые по своему малолетству не принимали участие в Невской битве. В повести «О зачале царствующего града Москвы», находящегося в «Хронографе Дорофея Монемвасийского» конца XVII века, говорится: «Лето 6889-го октября в 29 день в Володимере граде по державе князя Владимера державствовал князь Андрей Александрович Невский, а во граде Суздале державствовал князь Данил Александрович Невский». Таким образом прозвище «Невский» объясняется происхождением от владений землями возле реки Невы.

## Смерть
В 1262 году в ходе антиордынского восстания во Владимире, Суздале, Ростове, Переславле, Ярославле и других городах были перебиты татарские откупщики дани, а хан Берке потребовал произвести военный набор среди жителей Руси, поскольку возникла угроза его владениям со стороны ильхана Ирана Хулагу. Александр Невский отправился в Орду, чтобы попытаться отговорить хана от этого требования. Сама поездка великого князя владимирского затянулась фактически на год. В Орде Александр заболел, хотя ему удалось успокоить хана Берке. Уже будучи больным, он выехал на Русь.
Приняв схиму под именем Алексия, он скончался 14 ноября 1263 года (есть две версии о месте смерти — в Городце Волжском или в Городце Мещёрском). Митрополит Кирилл возвестил народу во Владимире о его смерти словами: «Чада моя милая, разумейте, яко заиде солнце Русской земли», и все с плачем воскликнули: «Уже погибаем!» «Соблюдение Русской земли, — писал историк Сергей Соловьёв, — от беды на востоке, знаменитые подвиги за веру и землю на западе доставили Александру славную память на Руси и сделали его самым видным историческим лицом в древней истории от Мономаха до Донского».
Изначально Александр Невский был похоронен в Рождественском монастыре во Владимире. В 1724 году по приказу Петра I мощи Александра Невского торжественно перенесены в Александро-Невский монастырь (с 1797 года — лавра) в Санкт-Петербурге.

## Семья
Супруга:
- Александра[23], дочь Брячислава Полоцкого.

Сыновья:
- Василий (до 1245—1271) — князь Новгородский;
- Дмитрий (1250—1294) — князь Новгородский (1260—1263), князь Переяславский, Великий князь Владимирский в 1276—1281 и 1283—1293 годах;
- Андрей (около 1255—1304) — князь Костромской (1276—1293, 1296—1304), великий князь Владимирский (1281—1284, 1292—1304), князь Новгородский (1281—1285, 1292—1304), князь Городецкий (1264—1304);
- Даниил (1261—1303) — первый князь Московский (1263—1303).

Дочь:
- Евдокия, ставшая женой Константина Ростиславича Смоленского.

Супруга и дочь Евдокия погребены в соборе Успения Богородицы Успенского Княгинина монастыря во Владимире.

## Потомки
|  |  |                       |                       |                       |                       |                       |                       |  |  |                |                |                |                |                |                |  |  |                       |                       |                       |                       |                       |                       |  |  | Александр Невский |                 |                 |                 |                 |                 |  |  |                      |                      |                      |                      |                      |                      |  |  |                    |                    |                    |                    |                    |                    |  |  |                      |                      |                      |                      |                      |                      |  |  |  |  |  |  |  |  |  |  |  |  |  |  |  |  |  |  |  |  |  |  |  |  |  |  |  |  |
|  |  |                       |                       |                       |                       |                       |                       |  |  |                |                |                |                |                |                |  |  |                       |                       |                       |                       |                       |                       |  |  |                   |                 |                 |                 |                 |                 |  |  |                      |                      |                      |                      |                      |                      |  |  |                    |                    |                    |                    |                    |                    |  |  |                      |                      |                      |                      |                      |                      |  |  |  |  |  |  |  |  |  |  |  |  |  |  |  |  |  |  |  |  |  |  |  |  |  |  |  |  |
|  |  |                       |                       |                       |                       |                       |                       |  |  |                |                |                |                |                |                |  |  |                       |                       |                       |                       |                       |                       |  |  |                   |                 |                 |                 |                 |                 |  |  |                      |                      |                      |                      |                      |                      |  |  |                    |                    |                    |                    |                    |                    |  |  |                      |                      |                      |                      |                      |                      |  |  |  |  |  |  |  |  |  |  |  |  |  |  |  |  |  |  |  |  |  |  |  |  |  |  |  |  |
|  |  | Дмитрий Александрович | Дмитрий Александрович | Дмитрий Александрович | Дмитрий Александрович | Дмитрий Александрович | Дмитрий Александрович |  |  |                |                |                |                |                |                |  |  | Василий Александрович | Василий Александрович | Василий Александрович | Василий Александрович | Василий Александрович | Василий Александрович |  |  |                   |                 |                 |                 |                 |                 |  |  | Даниил Александрович | Даниил Александрович | Даниил Александрович | Даниил Александрович | Даниил Александрович | Даниил Александрович |  |  |                    |                    |                    |                    |                    |                    |  |  | Андрей Александрович | Андрей Александрович | Андрей Александрович | Андрей Александрович | Андрей Александрович | Андрей Александрович |  |  |  |  |  |  |  |  |  |  |  |  |  |  |  |  |  |  |  |  |  |  |  |  |  |  |  |  |
|  |  | Дмитрий Александрович | Дмитрий Александрович | Дмитрий Александрович | Дмитрий Александрович | Дмитрий Александрович | Дмитрий Александрович |  |  |                |                |                |                |                |                |  |  | Василий Александрович | Василий Александрович | Василий Александрович | Василий Александрович | Василий Александрович | Василий Александрович |  |  |                   |                 |                 |                 |                 |                 |  |  | Даниил Александрович | Даниил Александрович | Даниил Александрович | Даниил Александрович | Даниил Александрович | Даниил Александрович |  |  |                    |                    |                    |                    |                    |                    |  |  | Андрей Александрович | Андрей Александрович | Андрей Александрович | Андрей Александрович | Андрей Александрович | Андрей Александрович |  |  |  |  |  |  |  |  |  |  |  |  |  |  |  |  |  |  |  |  |  |  |  |  |  |  |  |  |
|  |  |                       |                       |                       |                       |                       |                       |  |  |                |                |                |                |                |                |  |  |                       |                       |                       |                       |                       |                       |  |  |                   |                 |                 |                 |                 |                 |  |  |                      |                      |                      |                      |                      |                      |  |  |                    |                    |                    |                    |                    |                    |  |  |                      |                      |                      |                      |                      |                      |  |  |  |  |  |  |  |  |  |  |  |  |  |  |  |  |  |  |  |  |  |  |  |  |  |  |  |  |
|  |  | Иван Дмитриевич       | Иван Дмитриевич       | Иван Дмитриевич       | Иван Дмитриевич       | Иван Дмитриевич       | Иван Дмитриевич       |  |  | Юрий Данилович | Юрий Данилович | Юрий Данилович | Юрий Данилович | Юрий Данилович | Юрий Данилович |  |  | Александр Данилович   | Александр Данилович   | Александр Данилович   | Александр Данилович   | Александр Данилович   | Александр Данилович   |  |  | Иван I Калита     | Иван I Калита   | Иван I Калита   | Иван I Калита   | Иван I Калита   | Иван I Калита   |  |  | Борис Данилович      | Борис Данилович      | Борис Данилович      | Борис Данилович      | Борис Данилович      | Борис Данилович      |  |  | Афанасий Данилович | Афанасий Данилович | Афанасий Данилович | Афанасий Данилович | Афанасий Данилович | Афанасий Данилович |  |  | Борис Андреевич      | Борис Андреевич      | Борис Андреевич      | Борис Андреевич      | Борис Андреевич      | Борис Андреевич      |  |  |  |  |  |  |  |  |  |  |  |  |  |  |  |  |  |  |  |  |  |  |  |  |  |  |  |  |
|  |  | Иван Дмитриевич       | Иван Дмитриевич       | Иван Дмитриевич       | Иван Дмитриевич       | Иван Дмитриевич       | Иван Дмитриевич       |  |  | Юрий Данилович | Юрий Данилович | Юрий Данилович | Юрий Данилович | Юрий Данилович | Юрий Данилович |  |  | Александр Данилович   | Александр Данилович   | Александр Данилович   | Александр Данилович   | Александр Данилович   | Александр Данилович   |  |  | Иван I Калита     | Иван I Калита   | Иван I Калита   | Иван I Калита   | Иван I Калита   | Иван I Калита   |  |  | Борис Данилович      | Борис Данилович      | Борис Данилович      | Борис Данилович      | Борис Данилович      | Борис Данилович      |  |  | Афанасий Данилович | Афанасий Данилович | Афанасий Данилович | Афанасий Данилович | Афанасий Данилович | Афанасий Данилович |  |  | Борис Андреевич      | Борис Андреевич      | Борис Андреевич      | Борис Андреевич      | Борис Андреевич      | Борис Андреевич      |  |  |  |  |  |  |  |  |  |  |  |  |  |  |  |  |  |  |  |  |  |  |  |  |  |  |  |  |
|  |  |                       |                       |                       |                       |                       |                       |  |  |                |                |                |                |                |                |  |  |                       |                       |                       |                       |                       |                       |  |  |                   |                 |                 |                 |                 |                 |  |  |                      |                      |                      |                      |                      |                      |  |  |                    |                    |                    |                    |                    |                    |  |  |                      |                      |                      |                      |                      |                      |  |  |  |  |  |  |  |  |  |  |  |  |  |  |  |  |  |  |  |  |  |  |  |  |  |  |  |  |
|  |  |                       |                       |                       |                       |                       |                       |  |  |                |                |                |                |                |                |  |  | Симеон Гордый         | Симеон Гордый         | Симеон Гордый         | Симеон Гордый         | Симеон Гордый         | Симеон Гордый         |  |  | Иван II Красный   | Иван II Красный | Иван II Красный | Иван II Красный | Иван II Красный | Иван II Красный |  |  | Андрей Иванович      | Андрей Иванович      | Андрей Иванович      | Андрей Иванович      | Андрей Иванович      | Андрей Иванович      |  |  |                    |                    |                    |                    |                    |                    |  |  |                      |                      |                      |                      |                      |                      |  |  |  |  |  |  |  |  |  |  |  |  |  |  |  |  |  |  |  |  |  |  |  |  |  |  |  |  |
|  |  |                       |                       |                       |                       |                       |                       |  |  |                |                |                |                |                |                |  |  | Симеон Гордый         | Симеон Гордый         | Симеон Гордый         | Симеон Гордый         | Симеон Гордый         | Симеон Гордый         |  |  | Иван II Красный   | Иван II Красный | Иван II Красный | Иван II Красный | Иван II Красный | Иван II Красный |  |  | Андрей Иванович      | Андрей Иванович      | Андрей Иванович      | Андрей Иванович      | Андрей Иванович      | Андрей Иванович      |  |  |                    |                    |                    |                    |                    |                    |  |  |                      |                      |                      |                      |                      |                      |  |  |  |  |  |  |  |  |  |  |  |  |  |  |  |  |  |  |  |  |  |  |  |  |  |  |  |  |
|  |  |                       |                       |                       |                       |                       |                       |  |  |                |                |                |                |                |                |  |  |                       |                       |                       |                       |                       |                       |  |  |                   |                 |                 |                 |                 |                 |  |  |                      |                      |                      |                      |                      |                      |  |  |                    |                    |                    |                    |                    |                    |  |  |                      |                      |                      |                      |                      |                      |  |  |  |  |  |  |  |  |  |  |  |  |  |  |  |  |  |  |  |  |  |  |  |  |  |  |  |  |
|  |  |                       |                       |                       |                       |                       |                       |  |  |                |                |                |                |                |                |  |  | Иван Иванович         | Иван Иванович         | Иван Иванович         | Иван Иванович         | Иван Иванович         | Иван Иванович         |  |  | Дмитрий Донской   | Дмитрий Донской | Дмитрий Донской | Дмитрий Донской | Дмитрий Донской | Дмитрий Донской |  |  | Владимир Андреевич   | Владимир Андреевич   | Владимир Андреевич   | Владимир Андреевич   | Владимир Андреевич   | Владимир Андреевич   |  |  |                    |                    |                    |                    |                    |                    |  |  |                      |                      |                      |                      |                      |                      |  |  |  |  |  |  |  |  |  |  |  |  |  |  |  |  |  |  |  |  |  |  |  |  |  |  |  |  |

## Оценки личности и результатов правления
По результатам широкомасштабного опроса россиян 28 декабря 2008 года Александр Невский был выбран «именем России». Однако в исторической науке нет единой оценки деятельности Александра Невского, взгляды историков на его личность разные, порой прямо противоположные. Веками считалось, что Александр Невский сыграл исключительную роль в русской истории в тот драматический период, когда Русь подверглась удару с трёх сторон, в нём видели родоначальника линии московских государей и великого покровителя православной церкви. Подобная канонизация Александра Ярославича со временем стала вызывать возражения. Как констатирует руководитель кафедры отечественной истории МГУ Николай Борисов, «любители разрушать мифы постоянно „подкапываются“ под Александра Невского и стараются доказать, что и брата он предал, и татар он навёл на русскую землю, и вообще непонятно, за что его великим полководцем считают. Такая дискредитация Александра Невского постоянно в литературе встречается. Каким он был на самом деле? Источники не позволяют на 100 % ответить на этот вопрос».
Решением Патриарха Московского и Всея Руси Кирилла в 2016 году Александр Невский определён небесным покровителем Сухопутных войск Российской Федерации.
Александра Невского очень высоко ценил автор дореволюционных учебников по истории Д. Иловайский, считая его величайшим деятелем Древней Руси.

### Каноническая оценка
Согласно канонической версии, Александр Невский рассматривается как святой, как своего рода золотая легенда средневековой Руси. В XIII веке Русь подверглась ударам с двух сторон — католического Запада и монголо-татар. Александр Невский, за всю жизнь не проигравший ни одной битвы, проявил талант полководца и дипломата, заключив мир с наиболее сильным (но при этом более веротерпимым) врагом — Золотой Ордой — и отразив нападение с Запада, одновременно защитив православие от католической экспансии. Эта трактовка официально поддерживалась властью как в дореволюционные, так и в советские времена, а также Русской православной церковью. Идеализация Александра достигла зенита перед Великой Отечественной войной, во время и в первые десятилетия после неё. В популярной культуре этот образ был запечатлён в фильме 1938 года «Александр Невский» Сергея Эйзенштейна.
Для историков «советской школы» одним из важнейших итогов деятельности Александра Невского было то, что он «добился освобождения русских от обязанности выступать войском на стороне татарских ханов в их войнах с др. народами», то есть отмены «дани кровью» с Руси.

### Евразийская оценка
Лев Гумилёв как представитель евразийства видел в Александре Невском архитектора русско-ордынского альянса. Он утверждает, что в 1251 году «Александр приехал в орду Батыя, подружился, а потом побратался с его сыном Сартаком, вследствие чего стал сыном хана и в 1252 году привёл на Русь татарский корпус с опытным нойоном Неврюем». С точки зрения Гумилёва и его последователей, дружеские отношения Александра с Батыем, чьим уважением он пользовался, его сыном Сартаком и преемником — ханом Берке позволили наладить с Ордой возможно более мирные отношения, что способствовало синтезу восточнославянской и монголо-татарской культур.

### Критическая оценка
Третья группа историков, в целом соглашаясь с прагматичным характером действий Александра Невского, считает, что объективно он сыграл отрицательную роль в истории России. Некоторые историки, в частности, Джон Феннел, Игорь Данилевский и Сергей Смирнов считают, что традиционный образ Александра Невского как гениального полководца и патриота преувеличен. Они акцентируют внимание на свидетельствах, в которых Александр Невский выступает властолюбивым и жестоким человеком. Также ими высказываются сомнения насчёт масштаба ливонской угрозы Руси и реального военного значения столкновений на Неве и Чудском озере. Согласно их трактовке, серьёзной угрозы со стороны немецких рыцарей не было (причём Ледовое побоище не являлось крупной битвой), а пример Литвы (в которую перешёл ряд русских князей со своими землями), по мнению Данилевского, показал, что успешная борьба с монголами была вполне возможна. Александр Невский сознательно пошёл на союз с монголами, чтобы использовать их для укрепления личной власти. В долгосрочной перспективе его выбор предопределил формирование в России деспотической власти.

Александр Невский, заключив союз с Ордой, подчинил Новгород ордынскому влиянию. Он распространил монгольскую власть на Новгород, который никогда не был завоёван монголами. Причём выкалывал глаза несогласным новгородцам, и много за ним грехов всяких.— доктор исторических наук, академик РАН Валентин Янин
Антон Горский не согласен с негативными оценками деятельности Александра Невского. По его словам, походы шведов и ливонских рыцарей на Русь имели на тот момент уникальный характер и были связаны с попыткой использовать общее ослабление русских земель в результате монгольского вторжения. Определённые успехи в борьбе Великого княжества Литовского с Золотой Ордой начались не ранее второй половины XIV века. При этом данное большое государство продолжало выплачивать ордынский выход с русских земель вплоть до конца XIV — начала XV веков, пока Орда не начала демонстрировать признаки упадка. Горский аргументирует, что Неврюева рать не была связана с «жалобой» Александра на своего брата Андрея Ярославича во время визита в Каракорум, а являлась заранее запланированным мероприятием, связанным с ориентацией Андрея на противостоящую Батыю политическую партию в Каракоруме. Деятельность Александра, напротив, способствовала очень локальному и ограниченному характеру данного карательного похода. Таким образом, по словам Горского, Александра нельзя считать пособником монголов. По словам историка, Невский являлся расчётливым, но не беспринципным политиком.

### Политические сдвиги при Александре Невском
Антон Горский отмечает, что при Александре Невском имели место существенные политические сдвиги в истории Руси. Предпочтение, отданное Александром Владимиру вместо Киева, стало решающим шагом на пути перехода к Владимиру статуса общерусской столицы. При Александре складывается практика, при которой Новгород признавал своим князем того, кто занимал великокняжеский стол во Владимире, что устанавливало прочную связь между Северо-Восточной Русью и Новгородской землёй. Эта практика просуществовала до XV века и сыграла роль в формировании единого Русского государства при Иване III. Также при Александре Невском в Северо-Восточной Руси окончательно оформилась политическая структура, для которой свойственно существование нескольких удельных княжеств с собственными династиями в составе Великого княжества Владимирского. Наконец, именно по завещанию Александра возникает Московское княжество, которому было суждено сыграть исключительную роль в последующей русской истории.

## Канонизация
Канонизирован Русской православной церковью в лике благоверных при митрополите Макарии на Московском Соборе 1547 года. Память (по юлианскому календарю): 23 ноября и 30 августа (перенесение мощей из Владимира-на-Клязьме в Санкт-Петербург, в Александро-Невский монастырь (с 1797 — лавра) 30 августа 1724 года).
Дни празднования Святого Александра Невского:
- 23 мая (5 июня) — Собор Ростово-Ярославских святых
- 30 августа (12 сентября) — день перенесения мощей в Санкт-Петербург (1724) — главный[38]
- 9 (22) сентября — в соборе Тульских святых (с 1987 года)[39]
- 14 (27) ноября — день кончины в Городце (1263) — отменён
- 23 ноября (6 декабря) — день погребения во Владимире, в схиме Алексия (1263)

День рождения Александра Невского по дореволюционной и церковной традиции приходится на 30 мая (12 июня) и в настоящее время празднуется на местном уровне.

### Мощи
Александр Невский был погребён в монастыре Рождества Богородицы во Владимире. Рака с телом князя Александра была поставлена в церкви Рождества Пресвятой Богородицы одноимённого монастыря.
Историки Александр Назаренко, Михаил Шкаровский, Анатолий Кашеваров и Роман Соколов считали, что мощи Александра Невского пострадали во время пожара 1491 года во Владимире. Однако по гипотезе сотрудника Государственного Эрмитажа Фёдора Морозова, который заведовал Музейным фондом Ленинграда в 1920-е годы, мощи святого князя сгорели в 1491 году и окончательно погибли после пожаров 1680-х годов.
В 1695 году в Москве была изготовлена первая деревянная рака для мощей в серебряном вызолоченном окладе изящной работы; а в 1697 году суздальский митрополит Иларион поместил мощи в новую раку, украшенную резьбой и покрытую драгоценным покровом.
Вывезенные из Владимира 11 августа 1723 года мощи были привезены в Шлиссельбург 20 сентября и оставались там до 1724 года, когда 30 августа были установлены в Александро-Невской церкви Александро-Невского Свято-Троицкого монастыря (ныне Александро-Невская лавра) по повелению Петра Великого. При освящении в монастыре в 1790 году Троицкого собора мощи положены в нём в серебряной раке, изготовленной по повелению императрицы Елизаветы Петровны в 1753 году. В 1790 году после завершения строительства собора Пресвятой Троицы гробница была перенесена в этот собор и размещена за правым клиросом.
В 1922 году мощи были изъяты и отправлены на хранение в Музей истории религии и атеизма. 3 июня 1989 года они были возвращены в лаврский Троицкий собор из запасников музея.
В настоящее время мощи благоверного князя Александра Невского находятся в раке в Свято-Троицком соборе Александро-Невской Лавры, на крышке раки находятся семьдесят девять частиц мощей святых. Также рака с мощами имеется в храме Александра Невского Александро-Невской лавры, располагающимся на 2-м этаже Благовещенской церкви, на крышке этой раки изображён Александр Невский в полный рост. 8 сентября 2023 года состоялась передача этой раки в виде большой серебряной раки и внутреннего деревянного ковчегов из Эрмитажа в Александро-Невскую лавру. В этот же день патриарх Московский и всея Руси Кирилл вложил ковчег с мощами в эту раку. Еще один ковчег с мощами выносится ежегодно 12 сентября на малом крестном ходе из Свято-Троицкого собора на площадь Александра Невского.
- «Перенесение мощей благоверного князя Св. Александра Невского Петром Великим в Петербург». Слева: Пётр Великий; справа: Меншиков, Апраксин, Ягужинский
- Кочетова О. А. «Вид раки с мощами Св. Александра Невского». Литография, 1890
- Пётр I перевозит мощи Александра Невского в Санкт-Петербург. Рельеф на двери Исаакиевского собора

### Гимнография
В 1547 году, во время общецерковного прославления Александра Невского на соборе, был установлен праздник 23 ноября и был составлен канон владимирским иноком Михаилом.
В 1724 году, после перенесения мощей, император Пётр I приказал вместо службы 23 ноября праздновать святого 30 августа. Синод поручил составить службу архимандриту Гавриилу (Бужинскому), помимо новой службы на перенесение мощей архимандрит Гавриил должен был «сочинить из обретающегося в Прологе жития его, приложив к тому из бывшей с шведами и окончившейся миром войны краткую историю и перенесение его святых мощей по приличию, а также к сочиненным стихирам и синаксарию сочинить седальны и канон и всю ту службу по обыкновению напечатать и разослать во все государство». Служба перенесению мощей и житие, составленное архимандритом Гавриилом, было отредактировано самим Петром I. Служба Бужинского получила название: «Слу́жба благода́рственная Бо́гу, в Тро́ице Святе́й сла́вимому, на воспомина́ние заключе́ннаго ми́ра ме́жду держа́вою Росси́йскою и коро́ною Све́йскою и пренесе́ние моще́й свята́го благове́рнаго вели́каго кня́зя Алекса́ндра Не́вскаго», в этой службе, кроме прославления Александра Ярославовича, приносится благодарение Богу за дарованную России победу над Швецией, за долгожданный мир, прославляется Россия как страна православной веры и ее новая столица, посвященная апостолу Петру. В 1725 году в типографии при Александро-Невском монастыре служба была напечатана пятью изданиями по 1200 экземпляров каждое. В 1726 году было осуществлено несколько изданий и общее количество экземпляров составило 11 900; книги были переданы Синоду для рассылки по епархиям. Через совсем небольшой промежуток времени распространение новой службы прекратилось. 18 сентября 1727 года императрица Екатерина I издала указ, в котором служба была запрещена: «Святого благоверного великого князя Александра службы, которые разосланы по всей Российской империи к церкви, от тех церквей все собрать по-прежнему… и хранить те службы до указа в целости, впредь же празднество великого князя Александра Невского отправлять по-прежнему по месячной Минее». Причиной запрета использования новой службы стал текст: «и внутрь многая злая обыдоша нас, смирения от всезлобных мятежников, многое кровопролитие простирающих. Подвижеся всему сопротивное сердце Авессаломле, не токмо дела отеческая тщащеся опровергати, но и здравия его ищущее» (стихиры на литии, глас 5), в этих словах архимандрит Псково-Печерского монастыря Маркелл (Радышевский) увидел унижение высокой чести памяти царевича Алексея Петровича, замученного Петром I. В 60-е годы XVIII века служба была внесена в книгу «Жития русских святых». В XVIII веке служба, сочиненная Бужинским, была включена во все издания синодальных Миней.
28 июня 1853 года решением Святейшего Синода был утвержден для общецерковного использования «Акафист святому благоверному князю Александру Невскому, в иноках Алексию», составленный профессором Санкт-Петербургской духовной академии архимандритом Кириллом.

## В культуре и искусстве
Именем Александра Невского названы улицы, переулки, площади и др. Ему посвящены православные храмы, он является небесным покровителем Санкт-Петербурга и Петрозаводска.
Ни одно прижизненное изображение Александра Невского не дошло до наших дней. Поэтому для изображения князя на ордене, в 1942 году, его автор, архитектор И. С. Телятников, использовал портрет актёра Николая Черкасова, сыгравшего роль князя в фильме «Александр Невский».
Александр Невский является небесным покровителем дипломатической службы России, Сухопутных войск и морской пехоты ВМФ России.
К 800-летию со дня рождения Александра Невского в мае 2021 года при Богородице-Рождественском монастыре во Владимире открыт церковно-исторический музей в его честь.

### Древнерусская литература
Помимо известий из русских летописей о князе, известна Повесть о житии Александра Невского, литературное произведение, написанное в XIII веке и известное во множестве редакций.

### Художественная литература новейшего времени
- Балашов Д. М. Младший сын. — 1975.
- Васильев Б. Л. Александр Невский. — М.: Вагриус, 2004. — ISBN 5-9697-0203-X.
- Мосияш С. Александр Невский. — Л.: Детская литература, 1982. — 272 с.
- Обухова Л. А. Набатное утро. — М.: Молодая гвардия, 1978. — 174 с. — (Пионер — значит первый. Вып. 61).
- Сегень А. Ю. Невская битва. Солнце Земли Русской. — М.: ИТРК, 2003. — 448 с. — (Библиотека исторического романа). — ISBN 5-88010-158-4.
- Субботин А. А. За землю Русскую. — М.: Военное издательство Министерства обороны СССР, 1957. — 696 с.
- Югов А. К. Ратоборцы. — Л.: Лениздат, 1983. — 478 с.
- Юхнов С. М. Лазутчик Александра Невского. — М.: Эксмо, 2008. — 544 с. — (На службе государевой. Русский рубеж). — ISBN 978-5-699-26178-9.
- Ян В. Г. Юность полководца // К «последнему морю». Юность полководца. — М.: Правда, 1981. — С. 317—507.

### Живопись
- Портрет Александра Невского (центральная часть триптиха, 1942 год) работы Павла Корина.
- Картина «Кончина Александра Невского» (1900 год) работы Михаила Нестерова.
- Картина «Александр Невский поражает ярла Биргера» (1904 год) работы Николая Рериха.
- Картина «Александр Невский» (1942 год) работы Николая Рериха.

### Памятники
- Бюст Александра Невского на Красной площади города Переславля-Залесского рядом со Спасо-Преображенским собором. Открыт 28 декабря 1958 года. Авторы памятника скульптор С. М. Орлов и архитектор Я. Капица.
- Памятник Александру Невскому в Великом Новгороде (набережная Александра Невского, напротив церкви святых Бориса и Глеба). Открытие монумента состоялось в 1985 году — в день 41-й годовщины освобождения Новгорода от немецких оккупантов. Архитектор Юрий Чернов.
- В 1990 году открыт памятник Александру Невскому в Софийском соборе в Пушкино к 750-летию Невской битвы[63]. Скульптор В. Г. Козенюк создал «выразительный скульптурный портрет Александра Невского, который практически стал каноническим»[63].
- В 1992 году открыт памятник-веха в селе Кобылье Городище у храма Архангела Михаила (с бронзовым портретом Александра Невского, аналогичным установленному в Пушкине, скульптор В. Г. Козенюк) к 750-летию Ледового побоища[63].
- Монумент князю Александру Невскому и русской дружине во Пскове на горе Соколихе. Открыт в 1993 году. Авторы памятника, скульптор Иосиф Козловский и архитектор П. С. Бутенко, запечатлели Александра Невского в окружении русских дружинников из Пскова, Новгорода, Владимира и Суздаля. Композиция из бронзы и гранита олицетворяет единство и неделимость Русской земли, её соборность.
- Памятник Александру Невскому в Городце, на пересечении улицы Александра Невского и Волжской набережной, установлен в канун 730-летия со дня кончины Александра Невского. Открытие монумента состоялось в 1993 году. Авторы монумента — скульптор И. И. Лукин и архитекторы В. В. Иванов, В. Н. Быков.
- Памятник Александру Невскому в Курске. Установлен в 2000 году рядом с парком имени Первого мая. Автор — скульптор Вячеслав Клыков.
- Памятник Александру Невскому (конная скульптура) в Санкт-Петербурге, открыт 9 мая 2002 года на площади Александра Невского перед входом в Александро-Невскую лавру. Скульпторы В. Г. Козенюк, А. А. Пальмин, А. С. Чаркин; архитекторы Г. С. Пейчев, В. В. Попов[64].
- Коленопреклонённая фигура святого благоверного князя Александра Невского напротив храма святых равноапостольных Константина и Елены в Константино-Елененском монастыре в посёлке Ленинское. Рядом с ним установлены доски с именами жителей посёлка, погибших в сражениях во время Великой Отечественной и последующих войнах[65]. Скульптор А. С. Чаркин[66].
- Памятный знак «Часовня на месте Божьей помощи в день Невской битвы» в Усть-Ижоре, с погрудным скульптурным портретом Александра Невского[67]. Автор идеи А. Селезнёв, скульпторы В. Козенюк, А. Пальмин, архитекторы В. Чулкевич, В. Жуков. Работы завершены в сентябре 2002 года, освящена 6 декабря 2002 года[67][68].
- Памятник Александру Невскому в Усть-Ижоре, в устье реки Ижоры, на месте Невской битвы, открыт 29 мая 2003 года, скульптор В. Э. Горевой, архитектор В. В. Попов[69].
- Памятник Александру Невскому во Владимире на улице Большой Московской около Богородице-Рождественского монастыря. Открыт 12 июня 2003 года.
- Памятник Александру Невскому в Харькове, в Салтовке, напротив храма Александра Невского на проспекте Академика Павлова. Открыт 23 августа 2004 года. Демонтирован в 2022 году.
- Памятник Александру Невскому в Павлодаре напротив Благовещенского храма. Открыт 16 ноября 2005 года.
- Памятник Александру Невскому в Волгограде на площади Павших борцов. Открыт 24 февраля 2007 года.
- Памятник Александру Невскому в Петрозаводске на проспекте Александра Невского около входа в собор Александра Невского. Открыт 3 июня 2010 года. Скульптор В. Г. Козенюк[70].
- Памятник схимнику Алексию (Александру Невскому) в Феодоровском мужском монастыре города Городца. Открытие памятника состоялось 6 декабря 2013 года. Скульптор П. Добаев[71].
- Памятник в Александрове на Соборной площади. Открыт 6 декабря 2013 года. Автор — Юрий Хмелевской[72].
- Памятник Александру Невскому в Чите напротив собора Казанской иконы Божией Матери. Открыт 12 сентября 2015 года.
- Памятник Александру Невскому и его семье в Витебске на площади 1000-летия Витебска, недалеко от Благовещенской церкви[73]. Открыт 24 июня 2016 года.
- Памятник Александру Невскому в Севастополе на заднем дворе ГБОУ СОШ № 3 с углублённым изучением английского языка имени Александра Невского. Открыт 16 марта 2018.
- Памятник Александру Невскому в Калининграде в центральной части города, рядом с улицей названной его именем. Открыт 18 апреля 2018 года.
- Памятник Александру Невскому в посёлке Александро-Невский на проспекте Александра Невского, около собора Александра Невского. Открыт 29 сентября 2018 года. Скульптор Олег Седов[74].
- Памятник Александру Невскому в Балтийске на территории Патриаршего подворья, храма в честь святого благоверного князя Александра Невского, открыт 24 ноября 2018 года[75].
- Памятник Александру Невскому в Краснодаре около храма Александра Невского. Открыт 12 июля 2020 года[76].
- Памятник Александру Невскому около кафедрального собора Александра Невского в Нижнем Новгороде. Открыт в августе 2021 года.
- Бюст Александра Невского на набережной стрелки Волги и Кутума в городе Астрахань. Открыт 12 сентября 2021 года. Автор — скульптор и заслуженный художник России Анатолий Дементьев.
- Мемориальный комплекс «Александр Невский с дружиной» на берегу Чудского озера у деревни Самолва Псковской области, где проходило Ледовое побоище. Один из авторов монумента — скульптор Виталий Шанов. 15-метровая скульптура на насыпном шестиметровом кургане включает в себя девять фигур воинов: три конные фигуры и шесть спешившихся витязей, под ногами которых — доспехи поверженного врага. Наверху — флаговая группа русского воинства, на главном знамени которого изображён «Спас Нерукотворный». Официальное открытие — осень 2021 года, приурочено к празднованию 800-летия со Дня Рождения святого благоверного князя Александра Невского[77][78][79].
- Памятник Александру Невскому в подмосковном Егорьевске, напротив Александро-Невского собора. Скульптор — Виталий Казанский. Открыт 12 сентября 2021 года, приурочен к празднованию 800-летия со Дня Рождения святого князя Александра Невского[80].
- Памятник Александру Невскому в городском саду имени Александра Невского в Кургане рядом с Александро-Невским собором. Открыт 15 декабря 2021 года[81]. Скульптор Алексей Игнатов.
- Мемориал «Молитва перед боем» в честь 800-летия Александра Невского в Тосненском районе Ленинградской области[82].
- Часовня в честь святого благоверного князя Александра Невского в Гомеле (2022)[83].
- Бюст Александра Невского в атриуме Министерства иностранных дел РФ. Открыт 12 сентября 2022 года[84].
- Памятник Александру Невскому в Старой Ладоге. Открыт 22 мая 2023 года[85].
- Памятник Александру Невскому в городе Алма-Ата. Открыт 13 июля 2023 года[86]. Установлен на территории храма Александра Невского в Жетысуском районе Алма-Ата.
- Памятник Александру Невскому в городе Липецк. Открыт 7 сентября 2023 года[87].
- Памятник Александру Невскому в городе Минске. Открыт 14 ноября 2023 года[88]. Установлен в сквере у развилки Старовиленского тракта и Нововиленской улицы, напротив Посольства России в Беларуси.
- Памятник Александру Невскому в городе Кирове (2024)[89]. Памятник установлен перед Вятской филармонией на площади имени Александра Невского.  - Александр Невский (в центре) на памятнике «Тысячелетие России» в Великом Новгороде
  - Спасо-Преображенский собор (XII век) и памятник князю Александру Невскому (середина XX века). Переславль-Залесский
  - Памятник-часовня у храма Александра Невского в с. Усть-Ижоре (фрагмент)
  - Памятник Александру Невскому в Усть-Ижоре

### Нумизматика и филателия
- Серебряная монета номиналом 3 рубля 2021 года. 800-летие со дня рождения князя Александра Невского: князь Александр Невский в доспехах верхом на коне под развевающимся знаменем на фоне православного храма и вооруженного войска
- Золотая монета номиналом 100 рублей 2021 года. 800-летие со дня рождения князя Александра Невского: памятник дружинам Александра Невского на горе Соколиха на фоне панорамы средневекового Пскова
- Почтовый блок — 800 лет со дня рождения князя Александра Невского (1221—1263), государственного деятеля, полководца
- Почтовая марка, 1995 год.
- Почтовая марка 2014 года. Памятник А. Невскому в г. Санкт-Петербурге скульптора А. И. Игнатова (2013 год)

### Кинематограф и театр
- «Александр Невский», в главной роли — Николай Черкасов, режиссёр — Сергей Эйзенштейн, 1938.
- «Господин Великий Новгород», Александр Невский — Александр Франскевич-Лайе, режиссёр — Алексей Салтыков, 1984.
- «Житие Александра Невского», в главной роли — Анатолий Горгуль, режиссёр — Георгий Кузнецов, 1991.
- «Александр. Невская битва», в главной роли — Антон Пампушный, режиссёр — Игорь Калёнов, Россия, 2008.
- «Дружина», в роли княжича Александра — Никита Морозов, режиссёр — Михаил Колпахчиев, Россия, 2015.
- «Рюриковичи. История первой династии», Александр Невский — Алексей Видов, режиссёр — Максим Беспалый, Россия, 2019.
- С 2017 году в Московском молодёжном театре Вячеслава Спесивцева идёт спектакль «Александр Невский». Режиссёр Василий Спесивцев[90].
- «По следам Александра Невского», документальный фильм на русском жестовом языке, 2023[91].

### Музыка
- Кантата «Александр Невский» композитора Сергея Прокофьева.